# Squalidus wolterstorffi
Squalidus wolterstorffi är en fiskart som först beskrevs av Regan, 1908.  Squalidus wolterstorffi ingår i släktet Squalidus och familjen karpfiskar. IUCN kategoriserar arten globalt som livskraftig. Inga underarter finns listade i Catalogue of Life.